# Adam Claessens
Adam Carel Claessens (Sittard, 28 juni 1818 - Buitenzorg, 10 juli 1895) was een Nederlands geestelijke en een aartsbisschop van de Rooms-Katholieke Kerk.
Claessens werd op 17 december 1842 tot priester gewijd. Vervolgens was hij als kapelaan werkzaam in Venlo. In 1847 werd hij overgeplaatst naar de missie in Nederlands-Indië. Hij was daar werkzaam als kapelaan in Batavia (1848-1861) en als pro-vicaris (1865-1874).
Claessens werd op 16 juni 1874 benoemd tot apostolisch vicaris van Batavia en titulair bisschop van Traianopolis in Phrygia. Hij was de opvolger van Pierre Vrancken, die om gezondheidsredenen zijn ambt had neergelegd. Zijn bisschopswijding vond plaats op 2 februari 1875. Op 4 januari 1884 werd hij benoemd tot titulair aartsbisschop van Siracesa. Voorts was hij erekamerheer van Paus Pius IX, assistent-bisschop bij de Pauselijke Troon ofwel bisschop-troonassistent van Zijne Heiligheid, Romeins graaf, Ridder in de Orde van de Nederlandse Leeuw en Commandeur in de Orde van Oranje-Nassau.
Claessens ging op 23 mei 1893 met emeritaat. Hij bleef in Nederlands-Indië wonen en overleed twee jaar later.
- International Standard Name Identifier: 0000 0003 8833 3135
- Nederlandse Thesaurus van Auteursnamen: 118614215
- Virtual International Authority File: 281517818